# Жерміналь
Жерміна́ль (фр. germinal фр. вимова: [ʒɛʁminal], від лат. germen — «проростання», «поява паростків») — сьомий місяць (21/22 березня — 19/20 квітня) французького республіканського календаря, що діяв з жовтня 1793 по 1 січня 1806.
Як і всі місяці французького республіканського календаря, жерміналь складався з 30 днів, що поділялися на 3 декади. Кожен день мав назву сільськогосподарської рослини, крім п'ятого та десятого дня, що мали назву свійської тварини або сільськогосподарського приладу відповідно.